# Manuel Capdevila i Massana
Manuel Capdevila i Massana (Barcelona, 28 de desembre de 1910 - 18 d'abril de 2006) fou un pintor i orfebre català, fill de Joaquim Capdevila i Meya, pare de Joaquim Capdevila i Gaya i avi de Manel Capdevila Coral, tots ells també orfebres.

## Biografia

### Formació
El 1925 comença la seva formació al taller de la societat paterna formada per Artur Roig i el seu pare Joaquim Capdevila i Meya, al carrer del Doctor Dou de Barcelona. Paral·lelament assisteix a les classes del Francesc d'A. Galí i de Feliu Elies a l'Ateneu Polytechnicum.
Un any més tard, fa una primera estada a París on entra en contacte amb les avantguardes. Recorre diferents museus de la capital francesa i queda fortament impactat al Museu de Luxemburg per la pintura fauvista de Maurice Vlaminck i de Georges Rouault davant la indiscriminada i salvatge aplicació del color, desvetllant-se-li de manera inequívoca la vocació pictòrica.
De retorn a Barcelona segueix amb l'ofici de joier i amb la seva passió per la pintura. S'inscriu al FAD, inicialment Foment de les Arts Decoratives i actualment Foment de les Arts i del Disseny, com a soci el 1926 i n'esdevé membre actiu.

### Primeres exposicions i París
Del 1933 al 1936 exposa la seva pintura al Saló de Montjuïc. El 1934 fa la seva primera exposició individual de pintura a les Galeries Syra de Barcelona i com a joier rep l'encàrrec de construir en col·laboració amb l'escultor Charles Collet la Medalla Pectoral d'Or, símbol del President del Tribunal de Cassació de Catalunya (actualment exposada al Museu d'Història de Catalunya). Durant aquesta època ocupa els càrrecs de Vicesecretari del FAD (1933-1934) i posteriorment Vocal del Consell Directiu (1934 -1936).
Pren part el 1936 al 1r Saló de Decoradors de Barcelona i com orfebre és convidat a participar en la VI Triennale di Milano.
Durant els anys de la guerra civil espanyola resideix a París on exposa la seva pintura a la Galeria Kleiman el 1936 i el 1938. Coneixedor de les diferents corrents artístiques du a terme la realització de la col·lecció de sis fermalls d'argent i laca japonesa, aplicada per Ramon Sarsanedas, de connotació surrealista, exposats al Salon d'Automne celebrat a la capital francesa el 1938, entre els quals cal destacar L'Espanya replegada, actualment al MNAC.

### Retorn a Barcelona
De retorn a Barcelona el 1939 inicia la reconstrucció i ampliació del taller familiar, malmès durant la guerra, i n'assumeix la direcció artística. Du a terme un delicat repertori floral, roses, flors de neu, roselles, juntament amb altres joies de gust auster i subtil. L'obstinat afany per renovar la joieria imperant en la dècada dels cinquanta, la constància en l'experimentació amb diferents elements minuciosament recol·lectats a plena natura, còdols, branquillons de fusta, petxines, fòssils, gairebé en estat pur, serviran per construir unes joies innovadores, exuberants i senzilles.
En aquesta època perfecciona la seva tècnica com a orfebre, participant en nombroses exposicions de joieria i pintura promogudes des del FAD, fins que el 1944 imparteix una Lliçó mestre d'Orfebreria i Joieria a la Cúpula del Coliseu de Barcelona.
El 1947 la Comissió Abat Oliba amb motiu de les festes d'Entronització de la Mare de Déu de Montserrat li encomana la realització de la que serà la seva primera obra destinada al Monestir de Montserrat, la Llàntia del Sardanisme. Posteriorment en durà a terme d'altres ben significatives entre les quals destaquen les portes del cambril, l'antependi o frontal d'altar, el baldaquí amb forma de corona, el sagrari per la capella del Santíssim així com nombrosos objectes destinats a l'aixovar litúrgic. Aquest mateix any esdevé soci fundador d'El Saló d'octubre, participant en totes les edicions de 1948 al 1957. Del 1949 al 1950 forma part del Grup Lais.

### Reconeixement internacional
El 1950 és convidat al concurs The 1950 Pittsburgh International al Carnegie Institute, Pennsilvània, on presenta la pintura El Sacerdot, que actualment forma part de la col·lecció del MNAC. Un any més tard el Museo de Arte Moderno de Panamà adquireix l'obra Crisantems.
Forma part del Jurat del Premi Morera el 1953. Dos anys més tard signà el manifest que redacta Alexandre Cirici, creant l'Institut del Disseny Industrial, com a membre de la Junta Directiva Gestora de l'IDIB.
A petició de Lluís Maria Güell, director de l'Escola Massana, assumeix la creació de l'Aula Oberta de joieria el 1959, des d'on consciència als alumnes a reflexionar i esbrinar les noves possibilitats de la joieria contemporània. Estableix contactes amb la Kunst Werkschule de Pforzheim, escola capdavantera en els anys seixanta de la nova joieria artística. Propicia intercanvis culturals entre els dos centres de pedagogia i el 1962 promou des de l'Escola Massana l'exposició de joieria de la Kunst Werkschule de Pforzheim.
El 1961 és convidat a participar en la International Exhibition Modern Jewellery, 1890-1961, organitzada pel Victoria and Albert Museum de Londres conjuntament amb la Worshipful Company of Goldsmiths, celebrada al Goldsmiths'Halls de la mateixa ciutat.
El 1966 organitza a Barcelona, juntament amb Alexandre Cirici Pellicer, Antoni de Moragas i Cesáreo Rodríguez-Aguilera, l'exposició Cent Anys de Joieria Catalana, celebrada al Col·legi d'Arquitectes de Catalunya i Balears. Aquest any crea la distinció del Premi Literari La Lletra d'Or, vigent actualment. També crea la Medalla de la Asociación Española de Críticos de Arte per premiar l'obra d'artistes. Realitza les medalles atorgades a Picasso, Miró, Chillida, Ortega Muñoz i Subirachs entre d'altres.
Tanmateix el 1967 a Múnic participa dins la Internationalen Handwerkmesse a l'exposició Form und Qualität. El Cercle de Joiers de Barcelona ofereix un sagrari d'argent per la capella del Santíssim del Monestir de Montserrat que s'integra a l'altar de l'escultor Subirachs, projectat i realitzat per Capdevila i en el que intervingueren els seus fills, Joaquim i Elisenda.

### Cessió del taller
El 1970 Capdevila cedeix la direcció del taller de joieria al seu fill Joaquim Capdevila i Gaya, per dedicar-se d'una manera més constant a la pintura. Tot i així continua treballant amb les joies, com ho demostra la realització de la Medalla President Macià encomanada per la Generalitat de Catalunya el 1980. Aquest mateix any participa en l'exposició Cent Anys de Cultura Catalana organitzada pel Patronato Nacional de Museos de Madrid.
Un any més tard pren part a les exposicions La Catalogne Aujourd'hui celebrada al Palau de la UNESCO, a París; també a 1900-1980, 80 Anys de Joieria i Orfebreria Catalanes, organitzada per Orfebres FAD i l'Obra Cultural de la Fundació "la Caixa" de Pensions presentada a Barcelona i Madrid.

### Homenatges
El 1986 rep la Creu de Sant Jordi atorgada per la Generalitat de Catalunya, i el Cercle de Joiers de Barcelona i la Federació Catalana de Joiers Orfebres i Rellotgers li reten un homenatge. Aquest any du a terme la construcció d'importants peces d'orfebreria per la Parròquia de Nostra Senyora de Fàtima de Granollers.
El 1991 és nomenat Soci d'Honor del Conservatori Superior de Música del Liceu.
El 1993 el Departament de Cultura de la Generalitat de Catalunya organitza al Palau Moja juntament amb la Sala Parés l'exposició antològica de pintura i d'orfebreria.
El 1994 és elegit Acadèmic Honorífic de la Reial Acadèmia Catalana de Belles Arts de Sant Jordi i el 1999 li és atorgada la Medalla d'Or al Mèrit Artístic de l'Ajuntament de Barcelona.
L'any 2000 el Museu de Montserrat li ret una exposició homenatge, Manuel Capdevila pintor + orfebre, i el 2006 poc abans del seu traspàs presenta a la Sala Parés la darrera exposició, Tranfiguracions.

## Obra

### Pintura
La pintura inicial de Capdevila mostra un traç prudent i lleuger, amb un clar predomini dels ocres en els paisatges primerencs. Atret pels fauvistes s'endinsa en l'aventura de l'aplicació del color. Les pinzellades adquireixen fermesa i intensitat alhora que guanyen en gruix i textura. A partir de la segona meitat dels anys quaranta amplia el repertori temàtic, imatges i natures mortes. Els paisatges adquireixen una major complexitat constructiva amb figures i arquitectures. Entrada la dècada dels setanta incorpora al seu repertori temàtic cròniques de viatges i crítiques polítiques i socials. Els blaus, verds i vermells aplicats amb rotunditat l'acompanyaran fins a la darrera obra.

### Orfebreria
Com a joier i orfebre Capdevila va presentar una proposta manifesta de renovació estètica i conceptual que va fer extensiva a l'orfebreria civil i també religiosa, esdevenint una figura cabdal de la joieria internacional del segle xx.

## Museus amb obra seva
Es poden veure obres seves a:
- Barcelona: Museu Nacional d'Art de Catalunya, Museu d'Història de Catalunya, Museu de les Arts Decoratives, Palau de la Generalitat de Catalunya, Consorci del Gran Teatre del Liceu, Palau de la Música, Foment de les Arts Decoratives,
- Catalunya: Museu de Montserrat, Monestir de Montserrat, Escolania de Montserrat, Monestir de Poblet, Fons d'Art Francesc Galí, Col·lecció del Banc de Sabadell, Col·lecció de la Caixa d'Estalvis i Pensions de Barcelona, Col·lecció Mas-Sardà, Col·lecció d'Art de l'Avui
- Resta de l'estat: Museo Español de Arte Contemporáneo (Madrid), Museo Camón Aznar, (Saragossa), Museo del Paisaje Español Contemporáneo Antonio Povedano, (Priego de Córdoba)
- Amèrica: Museo de Arte Moderno de Panamà

## Premis i reconeixements
- 1950 - Premi Navidad, ex aequo amb Ramon Rogent, de les Galeries Laeitanes, amb la pintura "Belen de la Virgen Blanca".
- 1950 - Accèssit al I Certamen del Condado de San Jorge.
- 1955 - Premi al millor Paisatge a la III Biennal Hispanoamericana.
- 1967 - Medalla d'Or de l'Estat de Baviera
- 1967 - 1r Premi i la Medalla d'Or a la IV Bienal d'Art de Saragossa
- 1967 - 1r Premi de Pintura amb la Medalla d'Or a la Bienal Internacional del Deporte en las Bellas Artes, Saragossa
- 1967 - Premi Reloj i Diploma d'Honor.
- 1970 - Premi de Paisatge Estrada amb l'obra Primavera al 1r Concurso Nacional de Pintura pueblos y paisajes de Cataluña, a la Galeria Mundi Art de Barcelona.
- 1986 - Creu de Sant Jordi

## Monografies publicades
- 1951 - Manuel Capdevila de Juan Eduardo Cirlot. Edicions Sagitario
- 1972 - Capdevila y La "Generación Prohibida" de Rafael Santos i Torroella. Editat per la Sala Parés
- 1974 - Capdevila, editada per la Gran Enciclopedia Vasca
- 1993 - Manuel Capdevila, de Jordi A. Carbonell amb el pròleg de Daniel Giralt-Miracle de l'Editorial Galaxis.

Cal destacar la important i extensa bibliografia publicada des del 1933 fins a l'actualitat.